# The Wieners Circle
The Wieners Circle es un puesto de hot dogs en Clark Street en el barrio de Lincoln Park de Chicago, Illinois, Estados Unidos. Es conocido por su variantes de perritos calientes (como el Maxwell Street Polish y los char-dogs), hamburguesas, papas fritas con queso y el abuso verbal mutuo entre los empleados y los clientes durante las últimas horas del fin de semana.

## Platos
El establecimiento es conocido por su comida a la brasa, especialmente sus hot dogs y hamburguesas (comúnmente llamados char-dogs y char-burgers). Un char-dog de Wiener Circle con «los trabajos» es una salchicha Viena Beef a la parrilla en un panecillo de hot dog con semillas de amapola, cubierto con mostaza, cebollas, relish, pepinillos en vinagre, rodajas de tomate, pimientos morrones y una pizca de sal de apio.

## Historia

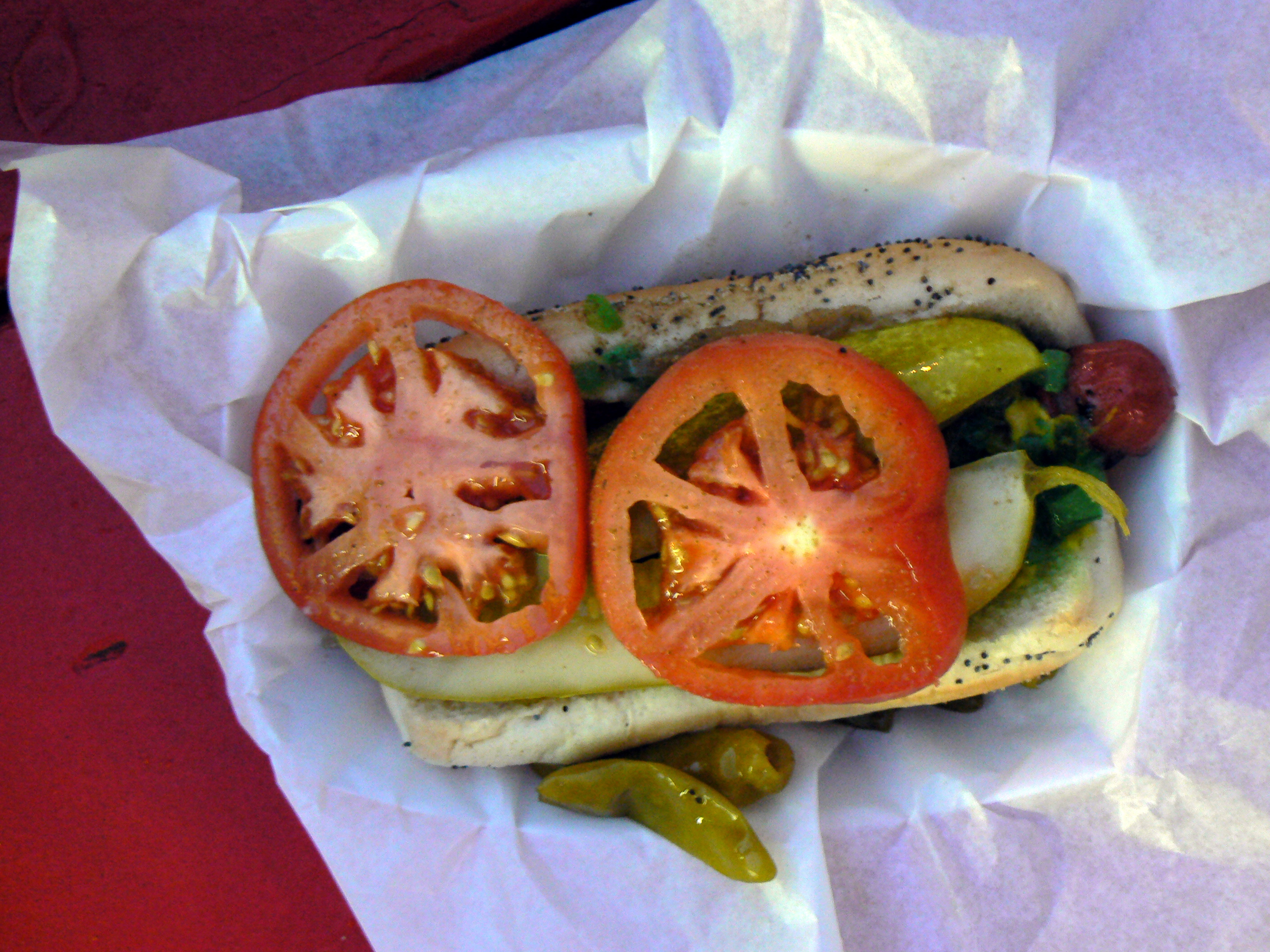
Un hot dog de Wieners Circle con «los trabajos».

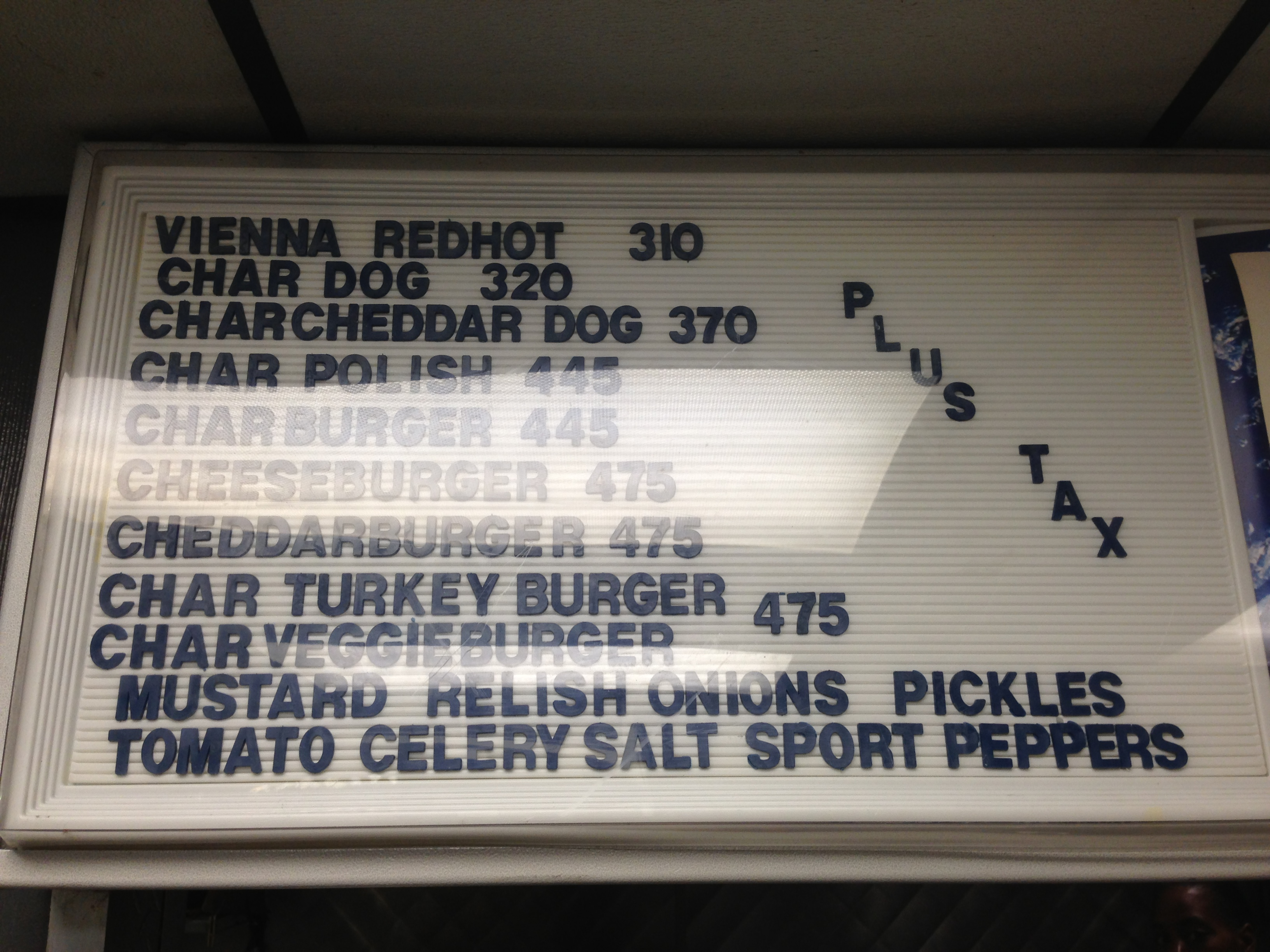
Precios del menú en 2013.

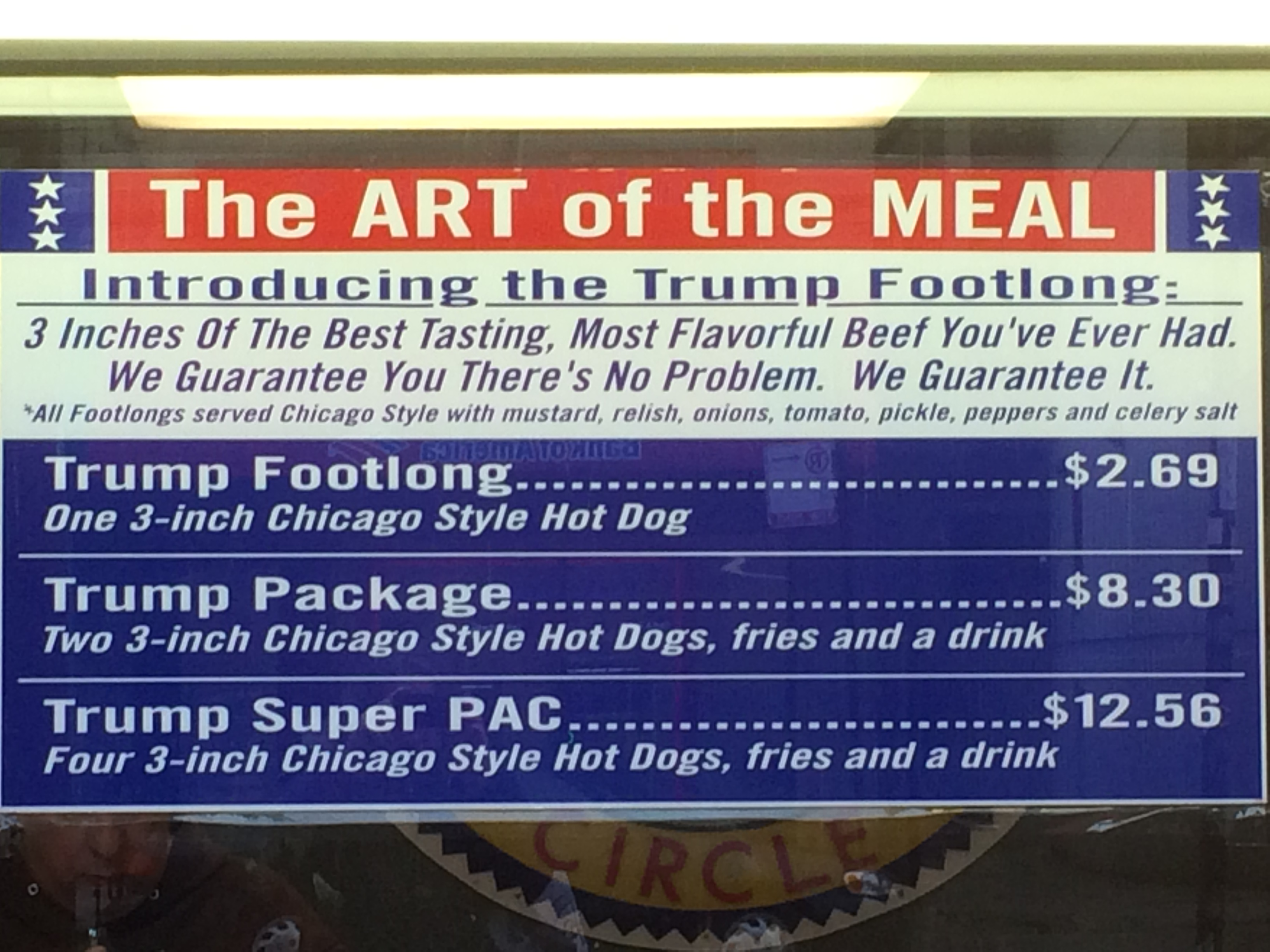
'Trump Footlong' en el menú de 2016.

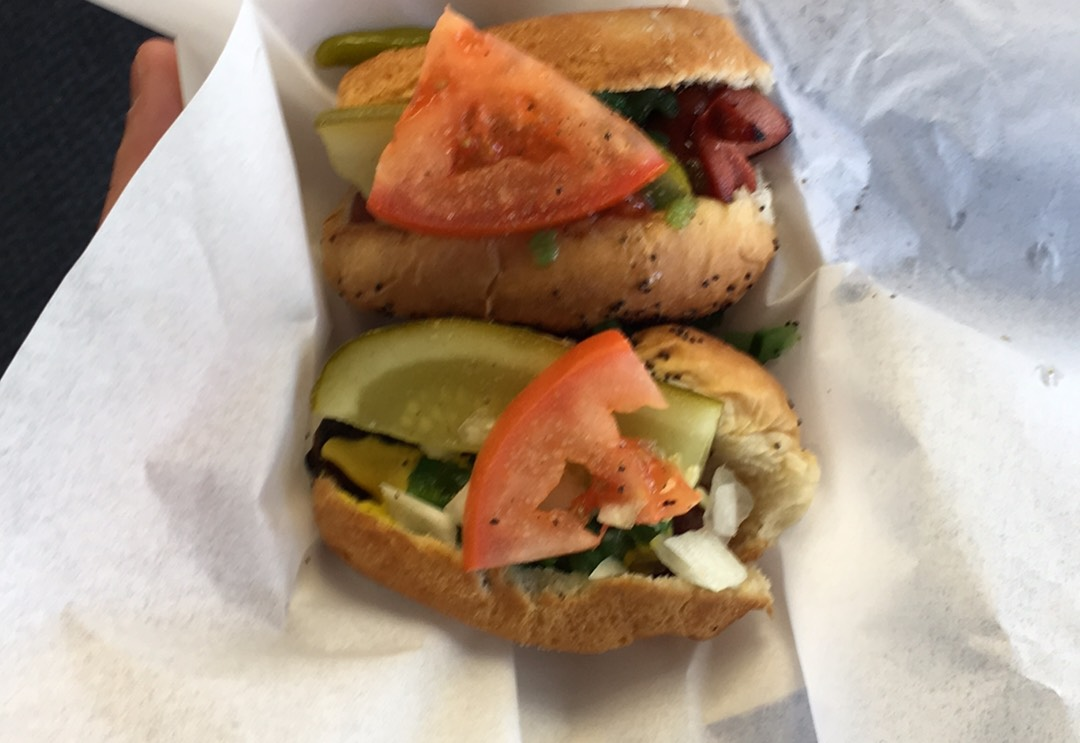
Dos Trump Footlongs.

El Wieners Circle abrió sus puertas en 1983, en sustitución de un restaurante de perritos calientes al estilo de Chicago en el mismo lugar llamado Harry-O's. En algún momento a principios de la década de 1990 (alrededor de 1992), Larry Gold, uno de los propietarios, llamó «asshole» («gilipollas») a un cliente borracho y distraído para llamar su atención. Esto desencadenó la cultura de abuso nocturno del restaurante. La atmósfera puede variar de juguetona a hostil. Si bien el ambiente durante el horario comercial durante el día es normal, el lenguaje utilizado tanto por el personal como por los clientes durante las últimas horas es notoriamente grosero y agresivo. Los fines de semana, el establecimiento permanece abierto hasta las 5:00 am, atrayendo a muchos clientes borrachos que llegan de bares y discotecas.
Las propinas nocturnas son muy altas y la gente ha trabajado allí durante diez años o más. La ubicación del puesto de perritos calientes está justo al norte de lo que solía ser el Wrightwood Hotel. En 2008, los inspectores de salud cerraron brevemente el restaurante por no tener agua corriente caliente donde los empleados se lavarían las manos y otras infracciones de seguridad alimentaria.
El establecimiento tiene un historial de sátira política en su señalización y publicidad. En marzo de 2016, el restaurante ofreció perritos calientes «Trump footlong» de 3 pulgadas. En junio de 2017, anunciaron «covfefe compatible con el Acuerdo de París». En marzo de 2020, su letrero se burló del indulto de Rod Blagojevich. En 2021, el establecimiento anunció su intención de servir alcohol cuando vuelva a abrir después de haber cerrado debido a la pandemia de COVID-19.

## En la cultura popular
Una de las empleadas más famosas es Roberta «Poochie» Jackson, quien apareció (junto con el restaurante) en un episodio de 2007 de la versión televisiva de Showtime del programa de Chicago Public Radio This American Life, así como en un episodio de Extreme Fast Food en Travel Channel. En las guías de viaje de Chicago, The Wieners Circle a menudo se ensalza como una fuente de perritos calientes auténticos al estilo Chicago y sus relaciones con los clientes excepcionalmente abrasivas. La periodista Catherine Price enumeró The Wieners Circle en su libro 101 Places Not to See Before You Die («101 lugares que no debes ver antes de morir»), llamándolo «un microcosmos de segregación en Chicago», y comentando: «Si nuestra métrica fuera 'lugares que hacen entristecerme por la humanidad', The Wiener's Circle tarde en la noche habría estado en la cima».
El restaurante es el escenario de un reality show de truTV, The Weiner's Circle.
The Wieners Circle apareció en episodios de radio y televisión de This American Life.
El restaurante fue el escenario de un sketch con Jack McBrayer y Triumph the Insult Comic Dog en el episodio del 14 de junio de 2012 del programa de entrevistas nocturno Conan, que fue el último de una semana de programas grabados en Chicago.
En el episodio «Going Deep» de The Great Indoors, Jack lleva a Eddie allí para animarlo después de su divorcio, solo para que la miembro del personal Valerie (interpretada por la propia Poochie Jackson), sin saberlo, regañe a Eddie sobre su divorcio. Jack luego envía a Clark y Emma allí como una broma, ya que no entienden que los insultos son parte de la experiencia.
En abril de 2020, durante la pandemia de COVID-19, Wieners Circle comenzó a producir un programa de YouTube llamado Wieners Circle TV.